# آسن چانداروف
آسن چانداروف (بلغاری: Асен Руменов Чандъров؛ زادهٔ ۱۳ نوامبر ۱۹۹۸) بازیکن فوتبال اهل بلغارستان است.
از باشگاه‌هایی که در آن بازی کرده است می‌توان به باشگاه فوتبال بوتو پلوودیو و باشگاه فوتبال لفسکی صوفیه اشاره کرد.